# Порти на Арктика (национален парк)
Национален парк и резерват „Портите на Арктика“ (англ. Gates of the Arctic National Park and Preserve) е един от най-големите национални паркове в Аляска - приблизително с размер площта на Швейцария. Той е и най-северният парк в САЩ като по-голяма част от него е разположена в полярния кръг и обхваща голяма част от планинската верига Бруукс. На 1 декември 1978 година получава статут на национален паметник, а 2 години по-късно – и на национален парк (2 декември 1980).
Името на парка датира от 1929 година, когато природоизследователят Боб Маршал, изследвал „Северната вилица“ на реката Коюкук. Така той попаднал на двойка планини „Мразовитите Скали“ и планината Бореал, които били разположени от двете страни на реката. Така той видял тези планини и реката като „порта“ и я наименувал – „Портите на Арктика“ като символ на навлизането в арктическия пояс.